# 梯形烷

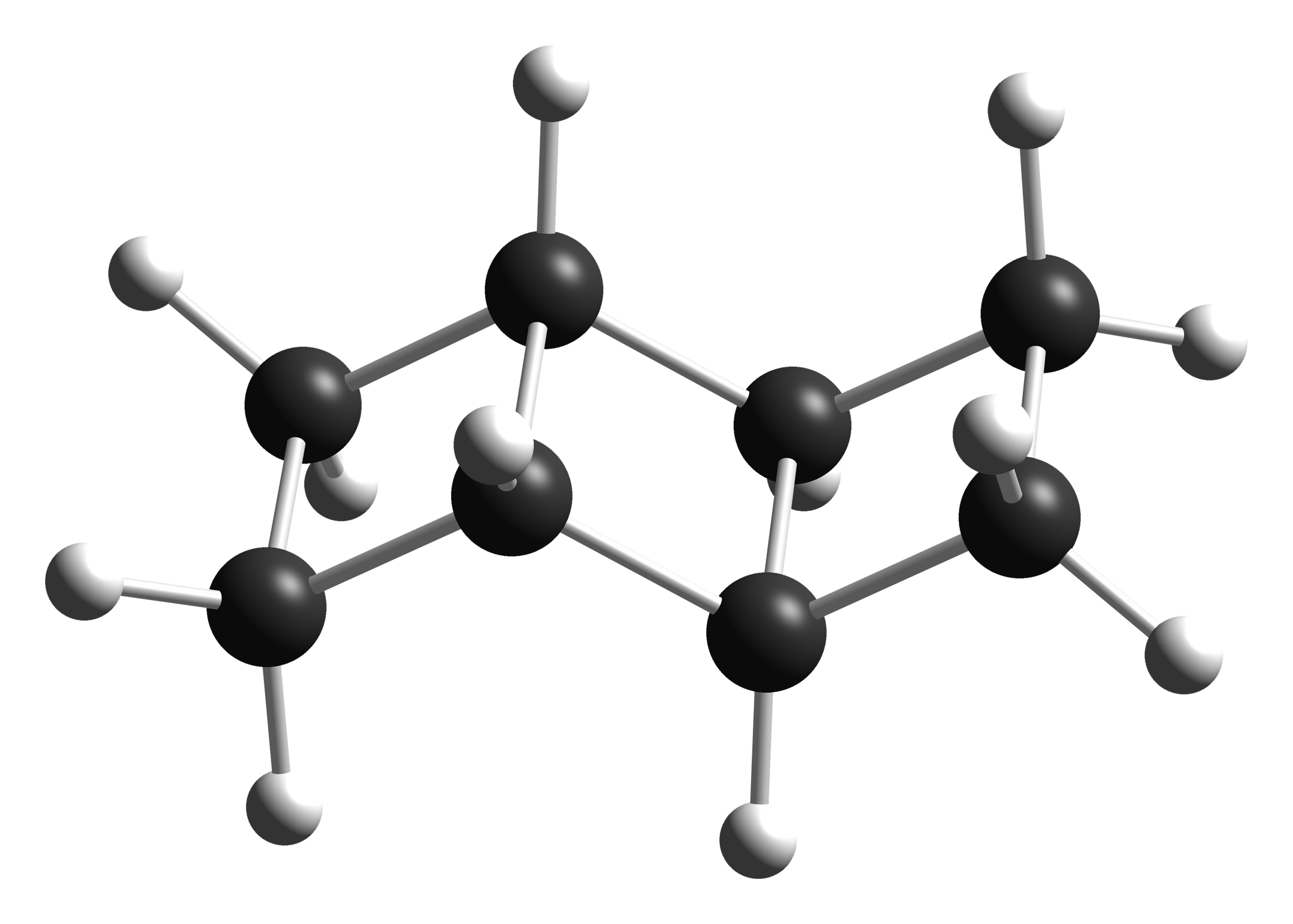
一种简单的梯形烷，其中包含三个稠合的四元环

梯形烷（英文：ladderane），又称梯烷，是一种含有两个或多个稠合四元环的环烷烃。它的英文名ladderane是一个混成词，因为四元环的排列形状类似于梯子，并且是一种烷烃。有n个环的梯形烷化学式为C2n+2H2n+6。梯形烷的空间构型张力很大，因为碳原子上的配体不能使用正常的键角来成键。然而，梯形烷的例子已经在生物体内被发现。 一个典型的例子是五环厌氧氨氧化酸（Pentacycloanammoxic Acid）， 它由五个稠合的环丁烷单元构成。它在细菌中进行厌氧氨氧化过程，这使得它形成了紧且厚的膜，这阻止了生物体失去肼中间体。后者参与了氮的产生和亚硝酸根离子与氨反应生成水。
梯形烷可以由碳碳双键到单键的还原反应制得，同时伴随着新碳碳键的形成并关环。